# 南投縣文化園區

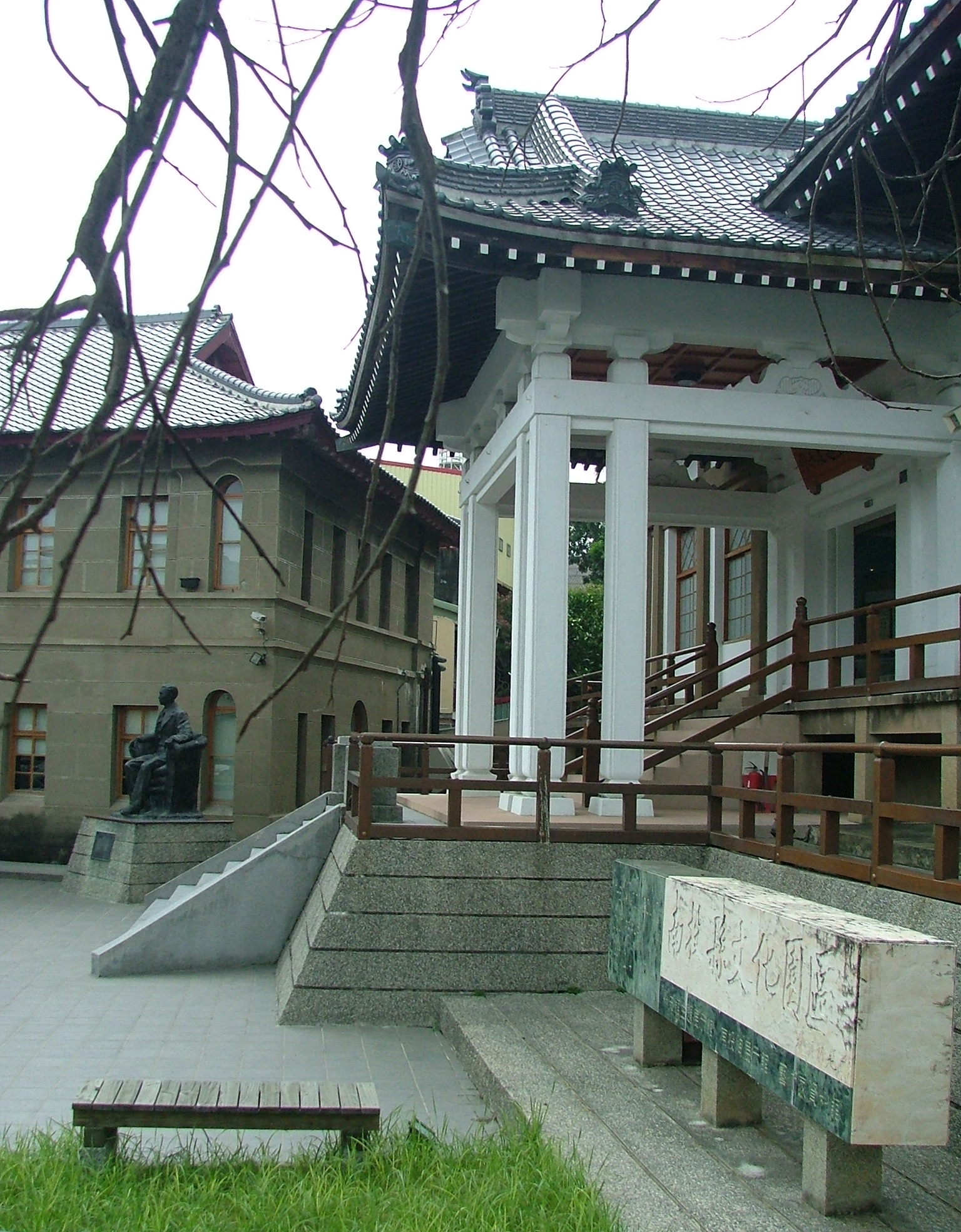
南投縣文化園區

南投縣文化園區（Nantou Country Culture Park，NCCP），或稱南投武德殿及其附屬建築群，是一座位於台灣南投縣南投市，以「傳統建築物再利用」的方式進行規畫的歷史園區，園區內的建築主體是以興建於台灣日治時期的武德殿修復而成，是台灣第一個縣級的歷史博物館，已於2002年1月29日登錄為南投縣歷史建築。

## 歷史
南投武德殿興建於昭和12年（1937年），是日治時期，大日本武德會南投支所在選定南投街道路輻射中心點後，所興建之普設宏揚武德之體育設施，支所長由當時的郡守玉真鎮元兼任，設計者為鈴木金吉，在興建與運作經費除了官方補助外，即是警察捐贈或向地方仕紳募集而來，並在完工後作為提供柔道、劍道或弓箭等武術的練習場所，附屬建築休息室，則供沐浴、更衣、休息使用。
其中，南投武德殿的建體外觀為仿唐式風格，屋頂則採仿唐歇山式造型，道場中軸線端點置有神龕突出於建築物背面，在破風面上則具有通風口作用的格柵等。
第二次世界大戰後，南投武德殿則做為不同的用途，曾先後做為南投縣警察局、台灣省山地農牧局、南投縣機關學校員工合作社聯合社供銷部及南投縣環保局等單位的使用，1994年，在時任南投縣長李朝卿提議下，而開始規劃地方文化園區的相關計畫，後則於1996年12月成立「縣史館籌備處」，開始規劃縣史館成立事宜，1997年12月14日正式揭幕使用，然而1999年發生九二一大地震後，使得園區內建築嚴重損毀，後在經文建會斥資二千多萬元復建修復，最終南投縣縣史館於2001年10月20日舉辦再啟用典禮，並在隔年1月登錄公告為南投縣歷史建築，比鄰的南投縣藝術家資料館則於2003年6月15日正式營運。

## 園區建築物

### 南投縣縣史館
縣史館內設有南投開墾史之古道資料展、古蹟、南投縣開墾史、台灣原住民文化在各個族群的分佈與遷徙的歷史、文化及服飾、古文書、文獻、碑碣拓本、歷史影像資料和專題特展等。除了以上的展項之外，館方還製作了三座縣內著名的古蹟書院模型、十三鄉鎮的文史資料及地圖集，多媒體導覽系統等設備供民眾使用。

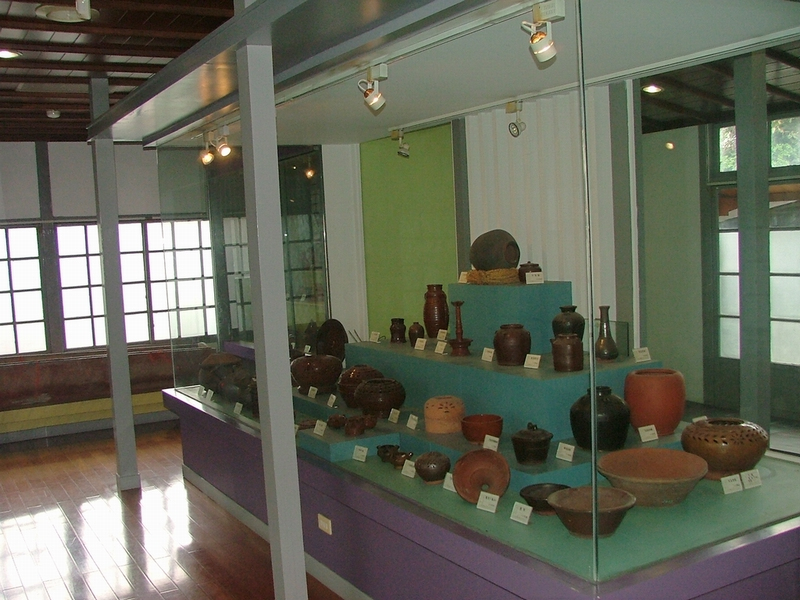
南投陶展示館內展示的陶器

### 南投陶展示館
南投陶展示館為原武德殿之後側休息室，南投縣已有二百年的製陶歷史，在日治時期製陶業達到鼎盛，「南投燒」（南投陶）已成為南投縣特殊產物之一，因此在此館舍則展出了南投陶業發展歷程及陶器的製作流程。

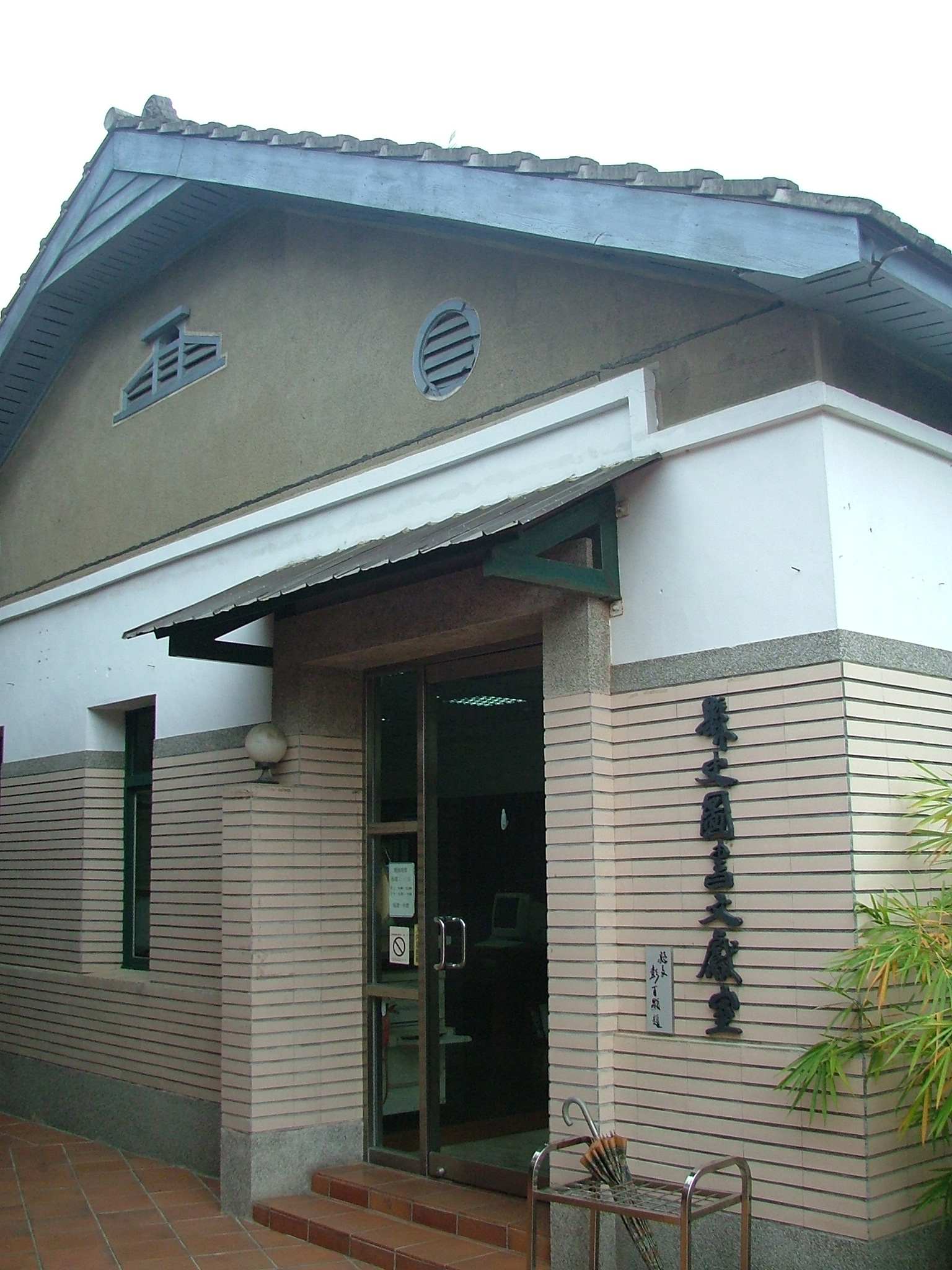
南投縣縣史圖書文獻室

### 南投縣縣史圖書文獻室
南投縣縣史圖書文獻室典藏縣內各種重要的文獻資料，如政府公報、碩博士論文、期刊、地圖、族譜、地方誌等五千餘冊。提供民眾查閱、影印等服務。

### 南投縣藝術家資料館
南投縣藝術家資料館興建於1952年，其建築形式為採仿唐式風格之鋼筋、水泥、石灰建造之獨棟二層樓建築，成立的目的在於建立及保存縣內藝術家史料檔案，促進縣民接觸藝術史料並與藝術工作者交流機會。
館內一樓設有簡報室，備有視聽簡報設備，可提供作品發表，作品賞析、專題講座及簡報等用途，此外，交誼室，則提供另一個較鬆的空間讓藝術家、民眾可以聯誼、交流的場所。二樓為展覽空間，提供平面固定展示、展示櫃及可動展示壁面等展覽設施。

## 相關連結
- 南投縣文化資產
- 南投縣

## 外部連結
- 南投縣文化園區 - 南投縣政府文化局 （页面存档备份，存于）
- 南投縣文化園區 -文化部iCulture-文化空間 （页面存档备份，存于）